# Diplurodes nebridota
Diplurodes nebridota là một loài bướm đêm trong họ Geometridae.